# جاكوب أولسون
جاكوب أولسون (بالسويدية: Jakob Olsson)‏ (14 أغسطس 1991 بالسويد - ) هو لاعب كرة قدم سويدي في مركز الوسط. لعب مع نادي أورغريته ونادي ليونغسكايل وغايس غوتنبرغ وSandnes Ulf ‏.

## روابط خارجية
- جاكوب أولسون على موقع اتحاد السويد (السويدية)
- جاكوب أولسون على موقع قاعدة بيانات كرة القدم.إي يو (الإنجليزية)
- جاكوب أولسون على موقع Soccerway.com (الإنجليزية)